# Acuut akoestisch trauma
Dit overzicht is mogelijk incompleet; u kunt helpen door het uit te breiden.
Acuut akoestisch trauma, lawaaitrauma of geluid-geïnduceerd gehoorverlies is een vorm van perceptiedoofheid die veroorzaakt wordt door acute blootstelling aan een hoog intensiteitsgeluid.
Deze vorm wordt voornamelijk veroorzaakt door ontploffingen dicht bij het oor zoals dat in de militaire setting gebeurt. Acuut akoestisch trauma wordt daarom gezien als een noodgeval binnen het vakgebied van de otorinolaryngologie, en heeft daarom snelle behandeling nodig. De diagnose wordt gesteld aan de hand van audiometrie en patiënten worden behandeld met een combinatietherapie van hyperbare zuurstoftherapie en corticosteroïden. Om de hoogst haalbare winst te behalen is het nodig geacht om binnen drie dagen na het ontstaan van het gehoorverlies te beginnen met de behandeling.